# Éric Aubijoux
Pas d'image ? Cliquez ici
Éric Aubijoux, né le 8 décembre 1964 à Royan et mort le 23 janvier 2007, est un pilote de moto français, habitant à Saint-Augustin (Charente-Maritime) et pratiquant principalement le rallye-raid, l'enduro, le moto-cross et le quad. Il trouve la mort lors de la 14e étape de l'édition 2007 du Rallye Dakar, d'une syncope.

## Biographie
Sur le Dakar, son meilleur résultat fut une 16e place au classement général moto en 2001.
Éric Aubijoux s'illustra également sur l'enduro du Touquet en terminant 6e en 2001 et 7e en 1996, 1997 et 1999. Il fut aussi champion de France de quad en 2000 et 2002.